# کماندار (روستا)
کماندار (به ترکی آذربایجانی: Kamandar) یک منطقهٔ مسکونی در جمهوری آذربایجان است که در شهرستان شمکور واقع شده‌است.